# Nicolae Negrilă
Nicolae Negrilă est un footballeur roumain né le 23 juillet 1954 à Gighera. Il évoluait au poste d'arrière droit.

## Biographie

### En club
Avec l'Universitatea Craiova, il remporte trois championnats de Roumanie et quatre Coupes de Roumanie.
Avec cette équipe, il joue neuf matchs en Coupe d'Europe des clubs champions. Il atteint les quarts de finale de cette compétition en 1982, en étant éliminé par le Bayern Munich.

### En équipe nationale
International roumain, il reçoit 28 sélections pour 1 but en équipe de Roumanie entre 1980 et 1987. 
Il joue son premier match en équipe nationale le 2 septembre 1987 contre la Pologne et son dernier le 27 août 1980 contre la Yougoslavie. Le 24 août 1983, il inscrit un but face à l'Allemagne de l'Est lors d'une rencontre amicale.
Il fait partie du groupe roumain lors de l'Euro 1984. Il dispute également 10 matchs comptant pour les tours préliminaires des coupes du monde, lors des éditions 1982 et 1986.

## Carrière
- 1973-1988 :  Universitatea Craiova
- 1988-1989 :  Jiul Petroșani

## Palmarès
Avec l'Universitatea Craiova :
- Champion de Roumanie en 1974, 1980 et 1981
- Vainqueur de la Coupe de Roumanie en 1977, 1978, 1981 et 1983